# Blainville-sur-Mer
 Blainville-sur-Mer  là một xã thuộc tỉnh Manche trong vùng Normandie tây bắc nước Pháp. Xã này nằm ở khu vực có độ cao trung bình 11 mét trên mực nước biển.